# Тербетт (Пенсільванія)
Тербетт (англ. Turbett Township) — селище (англ. township) в США, в окрузі Джуніата штату Пенсільванія. Населення — 978 осіб (2020).

## Демографія
Згідно з переписом 2010 року, у селищі мешкала 981 особа в 369 домогосподарствах у складі 280 родин. Було 447 помешкань
Расовий склад населення:
| - 99,0 % — білих - 0,1 % — корінних американців - 0,1 % — чорних або афроамериканців |

До двох чи більше рас належало 0,3 %. Частка іспаномовних становила 0,6 % від усіх жителів.
За віковим діапазоном населення розподілялося таким чином: 26,1 % — особи молодші 18 років, 59,3 % — особи у віці 18—64 років, 14,6 % — особи у віці 65 років та старші. Медіана віку мешканця становила 40,1 року. На 100 осіб жіночої статі у селищі припадало 111,4 чоловіків; на 100 жінок у віці від 18 років та старших — 109,5 чоловіків також старших 18 років.
Середній дохід на одне домашнє господарство становив 66 673 долари США (медіана — 53 667), а середній дохід на одну сім'ю — 76 490 доларів (медіана — 60 938). За межею бідності перебувало 7,1 % осіб, у тому числі 8,5 % дітей у віці до 18 років та 4,2 % осіб у віці 65 років та старших.
Цивільне працевлаштоване населення становило 447 осіб. Основні галузі зайнятості: виробництво — 21,5 %, освіта, охорона здоров'я та соціальна допомога — 15,2 %, будівництво — 12,5 %.